# 普雷斯頓島
普雷斯頓島（英語：Preston Island），是南極洲的島嶼，位於阿德萊德島南端，屬於亨克斯群島的一部分，由英國南極名稱諮詢委員會命名，現時由南極條約體系管理。